# Рудовщина
Рудовщина — деревня в Эхирит-Булагатском районе Иркутской области России. Входит в состав Захальского муниципального образования. Находится примерно в 22 км к югу от районного центра.

## Население
По данным Всероссийской переписи, в 2010 году в деревне проживал 51 человек (24 мужчины и 27 женщин).